# 스발바르 얀마옌 제도

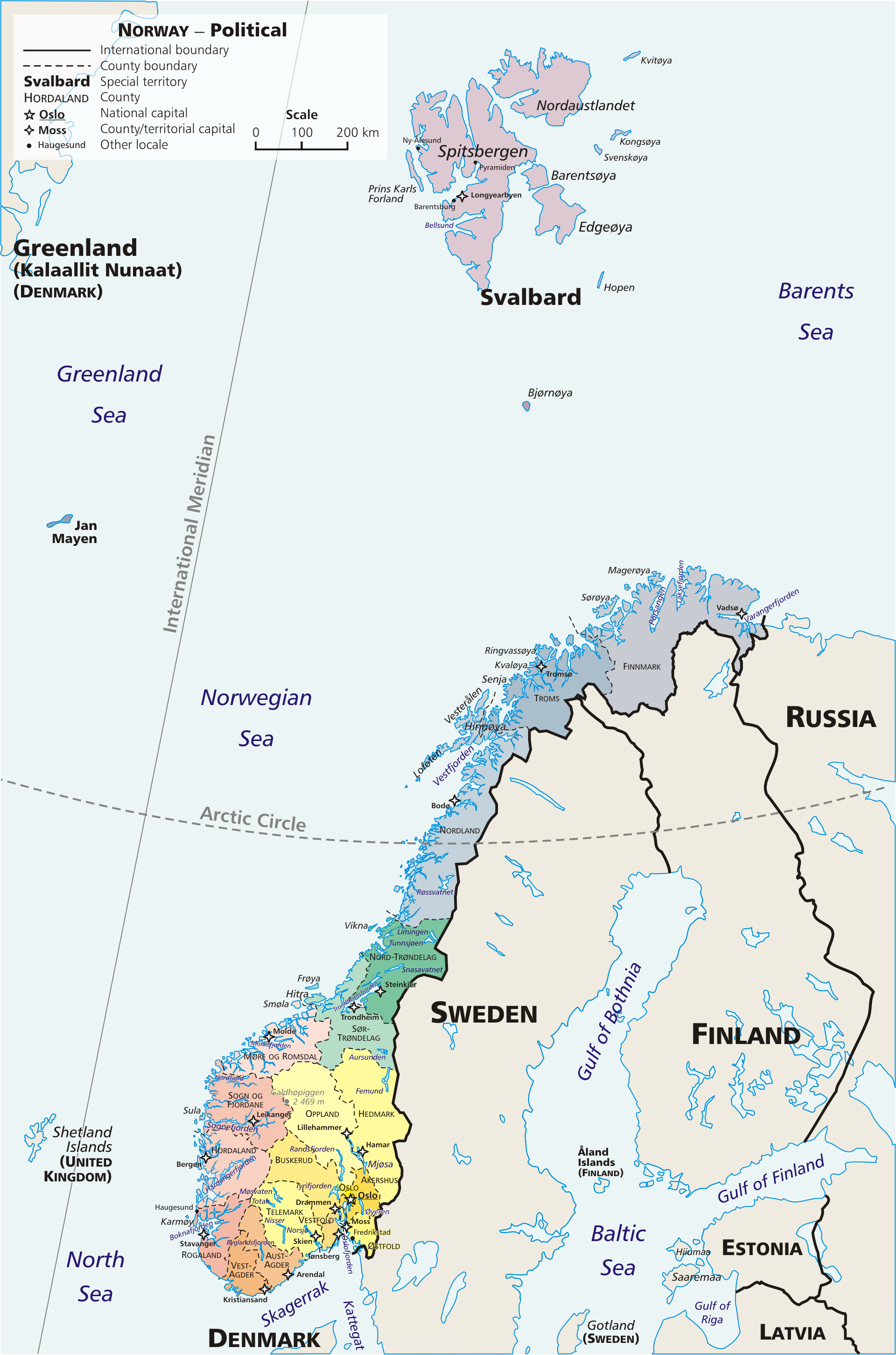
스발바르 얀마옌 제도가 그려진 노르웨이 지도

스발바르 얀마옌 제도(Svalbard와 Jan Mayen)는 북극해에 있는 노르웨이 영토인 스발바르 제도와 얀마옌섬을 묶어서 부르는 이름이다. 이 지역을 위해 ISO 3166-1 부호 SJ와 SJM이 할당되어 있다. 국가 도메인으로도 ".sj"가 할당되어 있으나, 노르웨이의 ".no"를 대신 사용한다.